# Windows 10
Windows 10 é um sistema operacional para dispositivos computacionais produzido pela empresa Microsoft lançamento oficialmente em 2015, uma versão do Microsoft Windows, uma série de sistemas operativos comercializados pela Microsoft. Foi o sucessor da edição Windows 8.1. O Windows 10 foi disponibilizado para download via MSDN e Technet como uma atualização gratuita para cópias de varejo de usuários do Windows 8 e Windows 8.1 através da Windows Store e também para usuários do Windows 7 via Windows Update no primeiro ano de lançamento. O sistema recebe novas atualizações de forma contínua, que estão disponíveis sem custo adicional para os usuários, além de compilações de testes adicionais do Windows 10 que estão disponíveis para os usuários do Windows Insider.
O Windows 10 utiliza a aplicativos universais, uma expansão da interface Metro introduzida no Windows 8. Os aplicativos universais podem ser desenvolvidos para serem executados em vários produtos da Microsoft com código quase idêntico — incluindo PCs, tablets, smartphones, Xbox One, Surface Hub e Mixed Reality. 
A interface do Windows foi totalmente redesenhada para oferecer transições entre uma interface orientada para mouse e teclado e uma interface otimizada para tela sensível ao toque, exclusivos de PCs 2 em 1. O Menu Iniciar está presente, agora em um formato adaptado para computadores com mouse e teclado entre outras novidades, como múltiplos ambientes de trabalho (Visão de Tarefas), novo navegador intitulado Microsoft Edge, Central de Ações e notificações, adição de novos aplicativos (Filmes e TV, Groove Música, Fotos, Microsoft Store, Outlook, Calculadora, Xbox, Office e até o prompt de comando) e um/a assistente virtual inteligente, o/a Cortana. Além das mudanças, a Microsoft anunciou que disponibilizará a nova versão do Windows tanto para quem utiliza a edição original tanto para quem utiliza uma edição não ativa. Porém, os utilizadores dessa edição do sistema não terão direito a suporte da marca. Este sistema operacional é o NT 10.0, saltando do 6.3 do Windows 8.1. Diversos recursos adicionais e patchs de correções de erros foram disponibilizados após o lançamento original do sistema por meio de atualizações de software feitas pelo Windows Update.
O Windows 10 recebeu, em grande parte, análises positivas, desde a sua data original de lançamento em 29 de julho de 2015; os críticos elogiaram a posição da Microsoft diante das críticas (especialmente dos usuários comuns) e sua decisão de eliminar algumas das mecânicas introduzidas no Windows 8, bem como a adição de um ambiente mais direcionado ao uso em computadores desktop, muito igualmente as versões anteriores do Windows, não obstante que a interface de touch do Windows 10 foi criticada por possuir diversas regressões em comparação à interface touch do Windows 8. Os críticos também elogiaram os melhoramentos do software integrado com o Windows 10 em comparação ao 8.1, a adição da integração com o Xbox Live, bem como as funcionalidades e capacidades do assistente pessoal do Cortana, e a substituição do Internet Explorer pelo Edge - apesar de que o navegador foi também criticado por ser incluso ainda em desenvolvimento.
O Windows 10 também foi criticado por limitar os usuários o quanto eles podem ter controle de suas operações; em particular, o Windows Update realiza a instalação de atualizações automaticamente, não permite mais que os usuários façam uma seleção manual do que deve ser instalado, e apenas as edições Pro do Windows 10 podem atrasar as atualizações automáticas. O consenso de privacidade do sistema, também foi assinalada por críticos e advogados, apontando que as configurações padrões do sistema e outras peculiaridades requisitam do envio de informações do usuário para a Microsoft e seus afiliados. A Microsoft também recebeu críticas pela forma como fez a distribuição do Windows 10 - que foi a inclusão automática dos arquivos de instalação sem demonstrar ao usuário pop-ups relativos ao upgrade. Os críticos caracterizaram o lançamento do Windows 10 como tendo sido levado às pressas, citando o estado incompleto de alguns dos softwares inclusos com o sistema (como é o caso do Microsoft Edge aludido acima), bem como a instabilidade do sistema operacional em si após seu lançamento. Em 1 de fevereiro de 2018, o Windows 10 passou o posto de sistema mais usado no mundo com 42,78% dos usuários, posto que antes era do Windows 7 que possuía 41,86% de preferência dos usuários. Em outubro de 2022, 71,29% das máquinas do mercado estavam executando o Windows 10. 

## Desenvolvimento

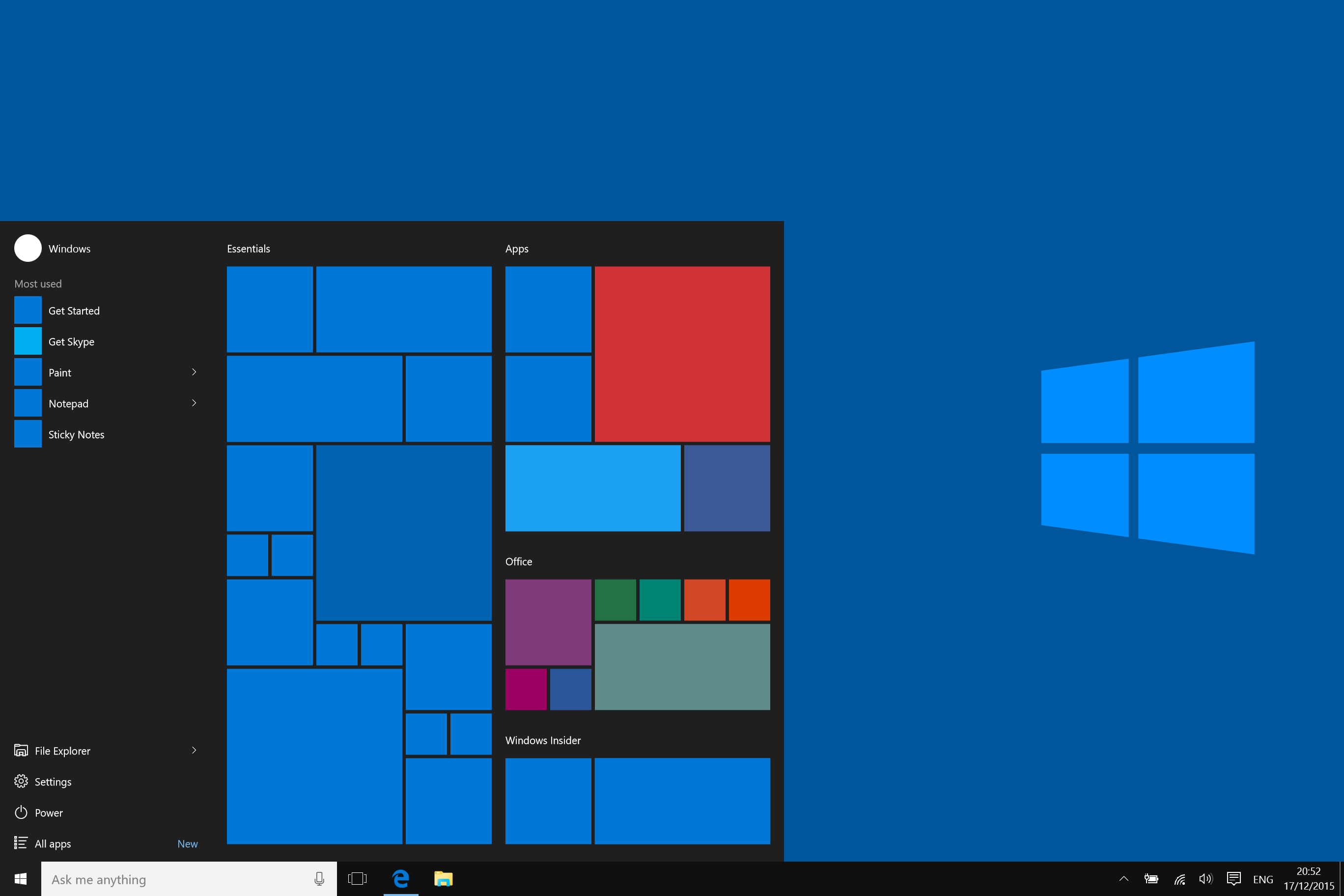
Versão abstrata da interface do sistema

Em dezembro de 2013, Mary Jo Foley informou que a Microsoft estava a trabalhar em uma atualização para o Windows 8 de codinome Threshold em homenagem a um planeta da franquia da Microsoft, Halo. Similarmente ao "Blue" (que resultou no Windows 8.1), o Threshold não se destinava a ser puramente uma atualização para o Windows, mas uma coordenação "onda" de atualizações através de múltiplas plataformas e serviços da Microsoft, programadas para a "primavera (nos Estados Unidos) de 2015." Foley relatou que entre as metas para o Threshold era criar uma plataforma unificada de aplicativos e ferramentas de desenvolvimentos para o Windows, Windows Phone e Xbox One (que todos usam um kernel semelhando ao Windows NT). Foi especulado que o Threshold seria rotulado de "Windows 9" em seu lançamento público.
Em abril de 2014, na Build Conferência da Microsoft, Terry Myerson revelou que uma versão atualizada do Windows adicionou a capacidade de executar as aplicações da Windows Store dentro do ambiente de trabalho do Windows e um menu Iniciar mais tradicional no lugar do Ecrã Iniciar visto no Windows 8. O novo menu Iniciar introduz depois o design do Windows 7 usando somente uma parte do ecrã e incluí uma lista de aplicações no estilo do Windows 7 na primeira coluna. A segunda coluna exibe as tiles das aplicações do estilo do Windows 8. Myerson afirmou que essas alterações ocorreriam em uma atualização futura, mas não entrou em mais detalhes. A Microsoft também apresentou o conceito de "app universal do Windows", permitindo que as aplicações do Windows Runtime possam ser portados para o Windows Phone 8.1 e Xbox One ao compartilhar uma base de código comum, permitindo que os dados do utilizador e licenças de uma aplicação possam ser compartilhados entre várias plataformas.
Em julho de 2014, o novo diretor executivo da Microsoft, Satya Nadella, explicou que a empresa estava a planejar "aerodinamizar a próxima versão do Windows em três sistemas operativos em um único, convergindo o sistema operativo para ecrãs de todos os tamanhos", unificando o Windows, Windows Phone e o Windows Embedded em torno de uma arquitetura comum e unificando a aplicação como um ecossistema. No entanto, Nadella afirmou que essas mudanças internas não teriam qualquer efeito sobre a forma como os sistemas operativos seriam comercializados e vendidos. Capturas de ecrã de uma compilação do Windows que pretendia ser a Threshold foram divulgadas em julho de 2014, revelando o previamente apresentado menu Iniciar e as aplicações em janelas seguido por mais capturas de ecrãs de uma compilação do Windows mostrando um novo sistema de ambiente de trabalho virtual, um centro de notificação, novos ícones de sistema e mais planos inspirados na linguagem de design Metro, substituindo aqueles primeiros introduzidos no Windows Vista.
O Threshold foi oficialmente apresentado durante um evento de mídia em 30 de setembro de 2014 sob o nome de Windows 10; Myerson agenciou que o Windows 10 seria a Microsoft de "mais completa plataforma existente", fornecendo uma plataforma unificada para computadores pessoais, laptops, tablets, smartphones e dispositivos all-in-one. Ele enfatizou que o Windows 10 iria dar passos para restaurar a mecânica da interface de usuário do Windows 7, a fim de melhorar a experiência dos usuários em dispositivos sem toque, observando críticas a interface de toque orientada do Windows 8 por utilizadores de teclado e mouse, e vice-versa. Apesar dessas concessões, Myerson notou que a interface orientada para o toque seria "evoluída", bem no dia 10. Ao descrever as alterações, Joe Belfiore comparou os dois sistemas operacionais a carros elétricos, comparando o Windows 7 a uma primeira geração do Toyota Prius híbrido e o Windows 10 a um totalmente elétrico, Tesla — considerando o último ser uma extensão da tecnologia introduzida pela primeira vez no primeiro.
No que diz respeito à nomeação do sistema operacional, Myerson se recusou a explicar por que a Microsoft saltou diretamente para o Windows 10 do 8 em vez da numeração 9, apenas afirmando que "com base no produto que está por vir e quão diferente nossa abordagem será global, não seria certo". Ele também brincou dizendo que não poderia chamá-lo de "Windows One" (alusão a vários produtos recentes da Microsoft com marca semelhante, como o Xbox One e o OneDrive) porque já tinha feito um Windows 1.

## Lançamento
A primeira versão de testes (technical preview) foi lançada em 1 de outubro de 2014, que é voltado principalmente para testes por empresas, usuários entusiastas e a coleta de opinião dos usuários. A Microsoft também introduziu o novo programa "Windows Insider"; os participantes receberão compilações atualizadas de pré-lançamentos do Windows 10 em uma forma de "libertação rápida", permitindo à empresa recolher comentários adicionais sobre o sistema operacional durante todo o processo de desenvolvimento. Anteriormente, este processo de testes (chamado de dogfooding) ocorria em privado entre os lançamentos beta públicos. Mais detalhes que cercam o Windows 10, incluindo recursos voltados ao consumidor, serão revelados durante eventos futuros, tais como a Build de 2015.
O Windows 10 foi distribuído gratuitamente para os utilizadores de Windows 7 e Windows 8.1, durante um ano. Liberando o 10 como uma atualização gratuita coloca a Microsoft em linha com as práticas atualizações de sistemas operacionais em telefones celulares, Ubuntu (sistema baseado em Linux, que recebe atualizações semestrais de sistema gratuitas), juntamente com o OS X que a partir da versão 10.9, também começou a distribuir gratuitamente atualizações futuras do sistema operacional.
Desde o lançamento do 8, a Microsoft começou a realinhar seu modelo de negócios de consumo para o Windows em torno da construção de uma base de usuários em seus serviços online e na loja de aplicativos, ao invés da venda de licenças do sistema operacional — no ano, a Microsoft começou a oferecer acesso gratuito a licenças OEM's para o Windows 8 em dispositivos com telas menores de 9 polegadas de tamanho. Antes de sua inauguração, o presidente Andreas Diantoro da Microsoft Indonésia afirmou que o sistema operacional seria uma atualização gratuita para os usuários existentes do Windows 8.
A 1 de junho de 2015, a Microsoft revelou que o Windows 10 seria lançado a 29 de julho de 2015, o que viria a acontecer.

## Recursos do Sistema

### Interface de usuário e área de trabalho

O Menu Iniciar no Windows 10

A interface de usuário do Windows 10 é designada principalmente para otimizar sua experiência baseado nos tipos de dispositivos e entradas disponíveis, fornecendo "a experiência certa no dispositivo certo e na hora certa". Para dispositivos sem função de toque, uma variação do menu Iniciar anterior é utilizado como parte da interface da área de trabalho, caracterizando ambos uma listagem tradicional das aplicações e uma caixa de pesquisa do lado esquerdo, junto com mosaicos dinâmicos (live tiles em inglês) da direita no estilo do Windows 8. Um novo sistema de área de trabalho virtual Task View  também foi adicionado; de forma semelhante à função Exposé do OS X, clicando no botão "Task View" na barra de tarefas ou passando pelo lado esquerdo da tela exibe todas as janelas abertas atualmente em uma área de trabalho, permitindo aos usuários alternar entre elas, encaixar nos lados da tela ou alternar entre as várias áreas de trabalho. Os aplicativos do Windows Store que anteriormente só poderiam ser usados em um ambiente de tela cheia, agora pode ser usado dentro da área de trabalho do Windows. Quando usado desta forma, um menu de "Comando de Aplicativos" na barra de título da janela é usado para ativar funções vistas anteriormente na barra de botões (Charms Bar em inglês).
A tela "Iniciar" é ainda usada em ambientes sensíveis ao toque, mas agora contém uma coluna no lado esquerdo da tela para exibir atalhos e o botão "Todos os aplicativos", semelhante ao menu Iniciar. Sob a marca "Continuum", o Windows 10 também contém mecanismos para a transição entre os comportamentos baseados no toque e interface sensível ao toque para dispositivos como laptops e tablets conversíveis com um teclado-dock (como o próprio Surface Pro 3 da Microsoft); ao conectar um teclado, o usuário agora será perguntado se ele quer permanecer em uma interface de usuário otimizada para toque, ou mudar para um modo otimizado para um mouse e teclado.

### Segurança do sistema
O Windows 10 incorpora tecnologias de autenticação multifatores baseadas nas recomendações desenvolvidas pela FIDO Alliance. O sistema operacional inclui suporte aprimorado para autenticação biométrica através das plataformas Windows Hello e Passport; dispositivos com câmeras suportadas (requerendo iluminação infravermelha, como a Intel RealSense) permitem aos usuários o login com o reconhecimento de face ou de íris, similar ao Kinect. Dispositivo com suporte a leitores compatíveis suportam o login por impressão digital. As credenciais são armazenadas localmente e protegidas usando criptografia assimétrica. A plataforma Passport permite a redes, programas e sites autenticar usuários usando o PIN ou login biométrico para verificar a identidade, sem fornecer uma senha.
A edição Enterprise do Windows 10 oferece recursos adicionais de segurança; administradores podem configurar políticas para criptografia automática de dados sensíveis, bloqueio seletivo de acesso de aplicativos a dados criptografados, e habilitar o Device Guard — um sistema que permite aos administradores reforçar a alta segurança do ambiente ao bloquear a execução de aplicações que não estão assinadas digitalmente por um fornecedor seguro ou pela Microsoft. O Device Guard é desenvolvido para proteger contra ataques de dia zero e é executado dentro de um hipervisor, que isola a operação e execução de aplicativos do resto do sistema operacional.

### Linha de comando
O Windows 10 traz aprimoramentos à interface de linha de comando do sistema. Ao contrário das versões anteriores do Windows NT, o console agora pode ser ajustado no tamanho sem qualquer restrição. Ele pode ser posto em tela inteira pressionando as teclas Alt+Enter no teclado. A Microsoft também habilitou o uso das combinações de teclas de atalho convencionais, como o Cortar, copiar e colar no console. Outros recursos como transparência e quebra de texto também foram incluídos. O usuário tem a opção de desabilitar os novos recursos e retornar o console à forma clássica, se assim o desejar.
A "Atualização de Aniversário" para o Windows 10 adiciona o Subsistema Windows para Linux. Ele permite ao usuário executar o espaço de usuário do Ubuntu de forma nativa no Windows. O subsistema converte as chamadas de sistema do Linux que o Ubuntu utiliza nas chamadas do núcleo (kernel) do Windows NT. Isso permite o Bash e outras linhas de comando de aplicativos de 64 bits do Ubuntu serem executados no console do Windows; entretanto, o Bash não pode executar software do Windows e o Windows não pode executar software do Linux.

### Requisitos de Armazenamento
Para reduzir o consumo de armazenamento do sistema operacional, o Windows 10 automaticamente comprime os arquivos do sistema. O sistema pode reduzir o consumo de armazenamento para aproximadamente 1,5 GB para sistemas de 32 bits e 2,6 GB para sistemas de 64 bits. O nível de compressão utilizada depende de avaliações de desempenho executadas durante instalações ou pelo OEM, que testa a quantidade de compressão que pode ser utilizada, sem prejudicar a performance do sistema operacional. Além disso, as funções "Atualizar" e "Restaurar" utilizam os arquivos de tempo de execução, criando uma partição separada de recuperação redundante, permitindo os patches e atualizações permanecerem instalados após as operações, além de reduzir a quantidade de espaço requerido pelo Windows 10 em até 12 GB. Essas funções substituem o modo WIMBoot, introduzido com a atualização do Windows 8.1, que permitia aos OEMs configurar dispositivos de baixa capacidade com armazenamento baseado em flash utilizar os arquivos de sistema do Windows fora da imagem comprimida WIM, normalmente utilizada pela instalação e pela recuperação. O Windows 10 também inclui uma função no aplicativo Configurações que permite ao usuário ter uma visão geral de como a capacidade de armazenamento do dispositivo está sendo utilizada por diferentes tipos de arquivo, bem como determinar quais tipos de arquivos serão salvos na memória interna ou em um cartão SD por padrão.

### Serviçosonlinee funcionalidade
O Windows 10 introduz um novo navegador padrão, o Microsoft Edge. Seus recursos são uma nova engine de renderização de padrões WEB baseadas no Trident, ferramentas de anotação e recursos de integração com outras plataformas da Microsoft presentes no Windows 10. O Windows Internet Explorer 11 ainda é mantido no sistema para fins de compatibilidade, mas está descontinuado em favor do Edge e não será mais desenvolvido de forma ativa, com exceção nas correções de segurança.
O Windows 10 incorpora a "Assistente pessoal inteligente" da Microsoft, Cortana, que foi introduzida primeiramente com o Windows Phone 8.1 em 2014. Cortana substitui a função de busca embutida no sistema, suportando tanto a entrada por texto quanto a entrada por voz. Muitos dos recursos são diretamente importados do Windows Phone, incluindo a integração com o Bing, criação de lembretes, o recurso Notebook que gerencia as informações pessoais do usuário, a busca por arquivos, reprodução de músicas, inicialização de aplicativos e envio de e-mails. Cortana foi implementada como uma caixa de busca universal localizada ao lado dos botões "Iniciar" e "Visão de Tarefas", que pode ser oculta ou condensada em um único botão.
O Microsoft Family Safety é substituído pelo Microsoft Family, um sistema de controle parental que aplica as políticas através das plataformas Windows e dos serviços online da Microsoft. Os usuários administradores podem criar a família, monitorar e restringir as ações dos usuários designados como crianças, tais como o acesso a websites, impor classificações e restrições de idade nas compras na Windows Store, entre outras restrições. O serviço também envia relatórios semanais através de e-mail para os pais detalhando as atividades das crianças no computador. Assim como as versões anteriores do Windows, as contas de crianças na família precisam ser associadas a uma conta da Microsoft (que permite que as configurações sejam sincronizadas em todos os dispositivos Windows que a criança utiliza).
O Windows 10 também oferece o Sensor de Wi-Fi, um recurso originado no Windows Phone 8.1; os usuários podem optar para que seus dispositivos se conectem automaticamente a hotspots abertos e compartilhem suas senhas de acesso às redes Wi-Fi com seus contatos (via Skype, Outlook.com ou Facebook) para que estes possam se conectar automaticamente à rede em um dispositivo Windows 10, sem necessidade da inserção da senha. As credenciais de acesso são armazenadas e criptografadas nos servidores da Microsoft e enviadas para os dispositivos dos contatos selecionados. As senhas não são visíveis para os usuários convidados, e estes não podem visualizar ou acessar outros computadores e dispositivos na mesma rede. O Sensor de Wi-Fi não está disponível em redes criptografadas do tipo 802.1x, redes nor com o sufixo "_optout" no final de seus SSID.
Aplicativos universais de mensagens e chamadas para o Windows 10 foram incluídos pela atualização de novembro de 2015. Os aplicativos são chamados Mensagens, Vídeo do Skype e Telefone. Eles oferecem alternativas ao download do Skype e são sincronizados com o Windows 10 Mobile.

### Multimídia e jogos
O Windows 10 fornece uma profunda integração com o ecossistema Xbox: um aplicativo atualizado do Xbox permite aos usuários navegar pelas suas bibliotecas de jogos (incluindo os jogos de PC e do console), e o recurso Game DVR, disponível através de um atalho de teclado, que permite aos jogadores gravar os últimos 30 segundos de gameplays como vídeo para ser compartilhado na Xbox Live, OneDrive ou outros locais. O Windows 10 também permite aos jogadores controlar e jogar os jogos de um Xbox One através da rede local. O Xbox Live SDK permite aos desenvolvedores incorporar a funcionalidade da Xbox Live em seus aplicativos, e futuros acessórios wireless do Xbox One, como controles, são suportados no Windows com um adaptador. A Microsoft também pretende com o Play Anywhere, anunciado na E3 2016, permitir compras cruzadas, sincronização de progressos e jogatina online entre o Xbox One e as versões dos jogos para Windows 10; Jogos da Microsoft Studios como ReCore e Quantum Break foram desenvolvidos nessas intenções para o Xbox One e Windows 10.
Candy Crush Saga e o Microsoft Solitaire Collection também são automaticamente instalados no Windows 10.
O Windows 10 adiciona um recurso nativo de gravação de jogos e de tela, onde os usuários podem gravar continuamente os jogos, e permite o salvamento dos momentos do jogo no disco rígido. Para que o recurso de gravação funcione, o dispositivo deve atender a requisitos mínimos de placa gráfica.
O Windows 10 inclui codecs nativos para FLAC e HEVC, e suporte para o container de mídia Matroska, permitindo que esses formatos sejam reproduzidos no Windows Media Player e outros aplicativos.
Em 2016 a Microsoft anunciou que o Xbox One passa a usar uma versão do Windows 10 e não mais uma versão baseada no Windows 10.

#### DirectX 12
Windows 10 inclui o DirectX 12, bem como o WDDM 2.0. Anunciado na GDC em março de 2014, o DirectX 12 tem por objetivo prover uma "eficiência a nível de console", com "algo próximo ao metal" do acesso aos recursos de hardware, e reduzir a sobrecarga na CPU e nos drivers gráficos. A maior parte das melhorias de desempenho foram conquistadas através da programação de baixo nível, que permitiu aos desenvolvedores utilizar os recursos de hardware com mais eficiência e reduzir o gargalo em CPUs com um único thread, causado pela abstração de APIs de alto nível. O WDDM 2.0 introduz um novo gerenciamento de memória virtual e um sistema de realocação para reduzir a carga de trabalho nos drivers de modo kernel.

## Recursos removidos
O Windows Media Center foi descontinuado e é desinstalado durante a atualização das versões anteriores para o Windows 10. Atualizações de versões do Windows que possuíam o Windows Media Center recebem o Windows DVD Player (normalmente, pago) gratuitamente por um tempo limitado, que não foi especificado pela Microsoft; a função de gravação de TV foi perdida. A Microsoft afirma que "existem outros aplicativos populares para reproduzir DVD, que estarão disponíveis e funcionarão após a atualização para o Windows 10".
O cliente de sincronização embutido do OneDrive, que foi introduzido no Windows 8.1 não suporta a visão "Somente Online", que baixava somente os arquivos necessários do OneDrive no computador. Esta funcionalidade é voltou em uma atualização.
Os usuários não podem mais sincronizar o estilo do Menu Iniciar entre os dispositivos associados à Conta da Microsoft. Um desenvolvedor da Microsoft justificou a mudança dizendo que os usuários preferiam manter um estilo único para cada dispositivo que tinham, e as novas aplicações para o Windows 10 suportam ainda mais a personalização e escalabilidade. A possibilidade de instalar aplicativos automaticamente nos dispositivos vinculados com a Conta da Microsoft também foi removida.
Os navegadores web não podem, por si mesmos, assumir a posição de navegador padrão sem a intervenção do usuário; a mudança de navegador deve ser feita de forma manual pelo usuário através da seção "Aplicativos padrão" no aplicativo Configurações. A Microsoft afirma que essa mudança é para evitar o sequestro do navegador.
O Controle dos pais não suporta mais outros navegadores, além do Internet Explorer e do Microsoft Edge, e a possibilidade de controlar a navegação através de uma lista confiável foi removida. Também foram removidas as funções para controlar as contas locais, o escaneamento de aplicativos para permissão ou bloqueio do uso e o recurso para limitação de tempo de utilização do sistema por crianças.
Os aplicativos MSN Receitas & Bebidas, Viagem e Saúde foram descontinuados e não serão atualizados.
O controle dos usuários sobre o Windows Update foi removido. Nas versões anteriores do Windows, os usuários poderiam optar quais atualizações seriam instaladas automaticamente; serem notificados quando as atualizações estivessem disponíveis, e assim instalar quando desejassem ou não serem notificados. Também poderiam escolher quais atualizações seriam instaladas, utilizando os resumos de informações das atualizações. O Windows 10 Pro e Enterprise permite aos usuários adiarem a instalação das atualizações por um prazo de tempo limitado. Segundo o contrato de licença de usuário final do Windows, os usuários consentem com a instalação automática de todas as atualizações, novos recursos e drivers fornecidos pelo Windows Update, e também pela remoção e atualização automática de mudanças no sistema e de recursos que não forem mais suportados.
Enquanto que todas as edições do Windows incluem total suporte à idiomas, algumas fontes para idiomas do Oriente Médio e do Leste asiático (Árabe, Chinês, Hindu, Coreano, Japonês, etc) não são incluídas na instalação padrão por motivo de redução do armazenamento, mas estão disponíveis para descarga gratuita como pacotes adicionais. Quando um software faz uso desses idiomas que não estejam adequadamente instalados e configurados, o Windows exibe símbolos como quadrados, para marcar as fontes que não estão sendo suportadas no momento.
A função de verificação de vírus do Windows Defender que era integrada ao menu de contexto no Windows 8, foi removida no Windows 10. Entretanto, devido aos comentários dos usuários, a Microsoft retornou a função na compilação 10571 do Windows.

## Edições
O Windows 10 está disponível em quatro edições principais para computadores pessoais e tablets, sendo que as edições Home e Pro estão disponíveis para venda direta aos consumidores, bem como pré-instaladas em computadores novos à venda em lojas. A edição Home é destinada ao público de usuários domésticos em geral, enquanto a edição Pro é destinada a empresas e usuários mais avançados. Cada edição do Windows 10 possui funcionalidades específicas para cada segmento, por exemplo a Pro adiciona funcionalidades especiais de serviços de rede e recursos adicionais de segurança, como o BitLocker, Device Guard, Windows Update for Business e a capacidade de ingressar em domínios. Além dessas duas versões, há mais duas edições especializadas: a edição Enterprise e a edição Education, que contém mais recursos avançados para os ambientes corporativos, porém ambas são disponibilizadas somente em contratos de licenciamento de volume.
Como parte da estratégia de unificação da plataforma Windows, alguns produtos Windows que tem base comum no Windows 10 são disponibilizadas para mercados e dispositivos específicos. Por exemplo, o Windows Phone foi substituído e sua atualização foi chamada de Windows 10 Mobile. Já o Windows Embedded, destinado a dispositivos embarcados e da Internet das Coisas, foi substituído pelo Windows 10 IoT.

### Por região
O sistema Windows também varia conforme a região, existem as versões "Windows 10 N" e "Windows 10 KN" que são distribuídas na Europa e na Coréia respectivamente, onde o “N” representa “not with Media Player” (versão sem o Media Player integrado) e o “K” é uma referência à Coreia. Estas são versões do sistema com restrições que ocorrem desde o Windows Vista (2009). A empresa Microsoft oferece ao usuário o pacote "Media Feature Pack" como uma atualização opcional e gratuita.
Os componentes de mídia relacionados ao programa Windows Media Player que foram excluídos da versão N e KN são: o programa reprodutor de música e vídeo (Windows Media Player); gravador de Voz; skype; o activeX do reprodutor; Media Foundation; Windows Portable Devices (WPD); a configuração Windows Media Format; Windows Media DRM; o sistema de compartilhamento de mídia,  a configuração Play-To; os codecs de áudio MPEG, WMA, AAC, FLAC, ALAC, AMR e, Dolby Digital; os codecs de vídeo VC-1, MPEG4, H.264, H.265 e, H.263.

### Lançamentos de teste
Um programa de testes beta público, chamado Windows Insider Preview (anteriormente chamado Windows Technical Preview) foi lançado junto com a primeira versão pública de testes do Windows 10, em 1 de outubro de 2014. As compilações Insider são destinadas a usuários avançados e departamentos de TI de empresas que desejam testar, em primeira mão, os mais recentes recursos e atualizações adicionados ao Windows 10. Os usuários do Windows Insider recebem, com certa frequência, atualizações para compilações mais recentes do sistema operacional dependendo do canal de atualização que esteja selecionado e fornecem os comentários através de um aplicativo específico incluído nas compilações de teste. Esses usuários continuam recebendo atualizações do Windows Insider mesmo após o lançamento oficial do Windows 10, em julho de 2015. Essa nova forma de testes do Windows se contrasta com as versões anteriores, em que os usuários não participavam ativamente do desenvolvimento do sistema.

### Lançamento público
A Microsoft anunciou que o Windows 10 teria sua disponibilidade geral em 29 de julho de 2015. Em comparação com as versões anteriores, em que havia um enorme intervalo de tempo entre a finalização da versão RTM e a disponibilidade geral para permitir aos fabricantes de computadores testar a nova versão (em alguns casos, com o desenvolvimento de kits de atualização para preparar os computadores para receber a nova versão), um executivo da HP explicou que, como as empresas sabiam que a Microsoft planejava o lançamento do Windows 10 para algum momento de 2015, as companhias tiveram a capacidade de se adiantarem em preparar seus produtos para receber a nova versão do sistema, dispensando assim a necessidade do tempo para adaptação.
A versão RTM do Windows 10, compilada com o número 10240 e nomeada posteriormente de versão TH1, foi lançada inicialmente em 15 de julho de 2015 para os usuários do programa Windows Insider, que testaram a estabilidade do sistema antes de seu Senai lançamento inicial. A Microsoft afirmou que não há uma versão RTM específica do Windows 10, e que a versão 10 240 foi nomeada RTM pela mídia que divulgou a disponibilidade da compilação para todos os membros do programa Windows Insider, indiferente do canal que foi escolhido, e porque essa compilação não tinha a marca d'água que indicava versão de testes. Além disso, foi atribuída uma conexão matemática do número da compilação com o número 10, que nomeia o sistema operacional. A edição Enterprise foi disponibilizada para o licenciamento por volume em 1 de agosto.
Os usuários podem fazer a atualização in-loco através do aplicativo Get Windows 10 (GWX) e do Windows Update, ou através da ferramenta de criação de mídia, cuja funcionalidade é idêntica à ferramenta utilizada no Windows 8, e pode ser usada para gerar uma imagem ISO ou uma mídia de instalação USB. As atualizações in-loco são suportadas pela maioria das edições do Windows 7 com Service Pack 1, e do Windows 8.1 com Update 1, enquanto que os usuários do Windows 8 necessitam fazer a atualização primeiramente para o Windows 8.1. A atualização entre arquiteturas diferentes do sistema operacional (32 e 64 bits) não é possível através da atualização in-loco; uma instalação limpa é necessária nesses casos. No caso de arrependimento, a atualização in-loco permite que o usuário desfaça a instalação do Windows 10 e retorne à versão do Windows anterior à atualização. No entanto, o prazo para desfazer é de 30 dias, após esse prazo, o sistema apaga completamente os arquivos pertencentes ao sistema anterior.
O Windows 10 foi disponibilizado em 190 países e em 111 idiomas à época do lançamento, e como parte de uma força-tarefa para alcançar os usuários chineses, a Microsoft anunciou uma parceria com as empresas Qihoo e Tencent para ajudar a promover e distribuir o Windows 10 na China. Além deles, a Lenovo ajudará na atualização, disponibilizando seu suporte técnico e informações aos parceiros varejistas para auxiliar os consumidores que desejarem fazer a atualização para o Windows 10. Nas lojas, o Windows 10 é vendido com valores parecidos ao Windows 8. As cópias vendidas no varejo são entregues em um pendrive ou DVD. Em regiões específicas, a Microsoft oferece também o Windows 10 Pro Pack que faz a atualização do Windows 10 Home para o Windows 10 Pro, utilizando um sistema de upgrade parecido com o Windows 8.
Os dispositivos com o Windows RT não estão elegíveis para atualização para o Windows 10.

#### Oferta de atualização gratuita
Durante o primeiro ano após o lançamento do Windows 10 (até 29 de julho de 2016), uma licença de atualização do Windows 10 pode ser obtida sem custo para dispositivos que executarem uma cópia genuína de alguma edição elegível do Windows 7 e do Windows 8.1. Essa oferta não é válida para as edições Enterprise, uma vez que os usuários dessas edições estão sob um regime de licença diferenciado (como o Software Assurance) e o Windows 10 Enterprise será disponibilizado sob esse mesmo regime de licenciamento. Todos os usuários que estiverem executando um software não licenciado ou não possuírem licenças para o Windows 7 e Windows 8.1 também não são elegíveis para a atualização gratuita; apesar da atualização em um Windows não genuíno ser possível, ela não ativará o Windows 10 que vai continuar não genuíno. Essa informação causou confusão no mercado, pois pensava-se que a Microsoft iria atualizar gratuitamente um Windows não original, porém, pouco tempo depois a Microsoft elucidou as dúvidas e afirmou que a atualização não valida uma cópia não licenciada como original. Em maio de 2016, a Microsoft anunciou que a atualização gratuita continuará, por tempo indeterminado, para os usuários do Windows que utilizarem algum recurso de acessibilidade; entretanto, a Microsoft não implementou mecanismos para verificar essa elegibilidade na oferta, o que abriu um espaço para usuários continuarem a ter acesso à atualização gratuita, mesmo se não utilizarem recursos de acessibilidade.
Na compilação lançada em julho de 2015, para ativar e gerar os "direitos digitais" do Windows 10, o sistema precisava ser, obrigatoriamente, instalado utilizando a atualização in-loco. Uma vez que o processo foi feito, o sistema poderia ser reinstalado várias vezes sem a necessidade da chave de produto, e quando o dispositivo fosse conectado à internet, a ativação seria feita automaticamente. Já na versão 1511 (nomeada posteriormente de TH2), uma chave existente do Windows 7 ou Windows 8.1 poderia ser inserida durante a instalação do Windows 10 para fazer a ativação gratuita, sem a necessidade de uma atualização in-loco para validar o dispositivo com os servidores da Microsoft. A versão Insider Preview do Windows 10 é atualizada frequentemente enquanto o programa estiver ativo. Essa versão tem sua licença renovada a cada compilação lançada para testes e cada liberação tem um prazo de validade estabelecido. A Microsoft afirma que a versão Insider Preview não é um caminho válido para aqueles que não possuem uma versão elegível da oferta de atualização gratuita, poderem obter uma cópia do Windows 10, já que a cópia de avaliação não será renovada se o usuário optar por sair do programa Insider Preview.
A oferta de atualização é promovida e entregue através do aplicativo Get Windows 10 (GWX), que é automaticamente instalado através do Windows Update, em data próxima ao lançamento do Windows 10 e ativado automaticamente nos dispositivos que são elegíveis à oferta de atualização. Por meio de um pequeno ícone na barra de tarefas do Windows, os usuários podem acessar o programa, que faz uma pequena propaganda do Windows 10, checar a compatibilidade do sistema e reservar o download do sistema no dia do lançamento. No dia 28 de julho, foi iniciado um processo de pré-download, em que os arquivos de instalação do Windows 10 foram baixados para alguns computadores que fizeram a reserva. Porém, a Microsoft afirmou que o processo de instalação só pode ser iniciado após o lançamento. Alternativamente, o usuário pode atualizar para o Windows 10 a qualquer momento utilizando o aplicativo Media Creation Tool, cujo aplicativo é fornecido no site oficial da Microsoft, mas precisamente na página de download do Windows 10, com esse aplicativo é possível criar uma mídia USB (necessita no mínimo 8 GB de espaço disponível), imagem ISO (você precisará gravá-la em uma mídia mais tarde) ou DVD (você precisará usar mídia de DVD de camada dupla) com os arquivos de instalação do sistema operacional. Atualmente através do Media Creation Tool é possível obter o Windows 10 nas versões X86, X64 ou ambas em 38 idiomas disponíveis, incluindo o Português Brasileiro.

#### Licenciamento
Durante a atualização, as licenças do Windows 10 não são ligadas diretamente a uma chave de produto. Ao invés disso, o estado da licença da instalação corrente do Windows é migrada para a atualização, e um "direito digital" é gerado durante o processo de ativação, que é vinculado à informação de hardware coletada durante a instalação. Se o Windows 10 for reinstalado através de uma instalação limpa e se não houve mudanças significativas de hardware (como uma mudança de Placa-mãe), o processo de ativação online irá reconhecer, automaticamente, o direito digital atribuído se nenhuma chave de produto foi inserida. Entretanto, ainda há o processo convencional, em que chaves de produto são distribuídas juntamente com as cópias do varejo. Como todas as versões anteriores do Windows (excetuando as cópias de volume), uma mudança de hardware significativa invalidará o direito digital e a cópia deverá passar por um novo processo de ativação.

## Atualizações e Suporte
O Windows 10 é suportado de uma maneira bem diferente das versões anteriores do sistema. Sua disponibilidade é descrita frequentemente pela Microsoft como "software como serviço", em que o mesmo será atualizado constantemente e "sem custos".
Ao contrário de versões anteriores do Windows, o Windows Update não permite a instalação seletiva de atualizações, e todos pacotes disponibilizados (como atualizações de segurança, correções e atualizações de drivers) são baixados e instalados automaticamente. Os usuários somente podem escolher o horário para reiniciar o computador para aplicar as atualizações, ou ser notificado para agendar. Porém, é possível atrasar o download das atualizações se o dispositivo estiver conectado a uma rede Wi-Fi marcada como "conexão limitada" (isso também atrasará a atualização de programas, a sincronização do OneDrive e as atualizações nas Live Tiles no menu Iniciar). As atualizações que causam problemas no sistema podem ser desabilitadas e desinstaladas, com uma ferramenta da Microsoft, disponibilizada posteriormente.
O Windows Update também pode utilizar um sistema P2P para a distribuição de atualizações; por padrão, a conexão de internet dos usuários é utilizada para distribuir as atualizações que já foram baixadas e instaladas para outros computadores, em conjunto com os servidores da Microsoft. Os usuários podem escolher se preferem obter atualizações apenas na rede local ou também na internet.
A versão original RTM do Windows 10 (Windows 10, lançado em Julho de 2015) recebe, de acordo com a política de suporte da Microsoft, suporte base por cinco anos após o lançamento oficial, seguido de mais cinco anos de suporte estendido, como ocorria em versões anteriores. Porém, há diferenças: a política de suporte para o Windows 10 esclarece que "as atualizações são cumulativas, e elas reúnem todas as atualizações anteriores já lançadas", e o dispositivo "precisa instalar a atualização mais recente para permanecer com suporte", e esse dispositivo receberá atualizações futuras, dependendo de sua capacidade de suporte de hardware e disponibilidade de drivers, além da existência de suporte do fabricante do dispositivo - um novo aspecto na política de suporte que não é aplicada às versões anteriores do Windows. A exceção a essa regra é a edição LTSB do Windows 10, destinada a empresas que precisam de um sistema operacional conciso e estável, e cujo suporte será prorrogado de acordo com os lançamentos do canal de atualização LTSB.

### Atualização de compilações
Atualizações de compilações para o Windows 10 serão lançadas ocasionalmente, contendo novos recursos e outras melhorias. A frequência em que essas atualizações são recebidas depende do canal de atualização que o usuário definiu no Windows Update: o canal, também conhecido como Branch, definido como padrão para todos os usuários do Windows 10, tanto Home quanto Pro, é o Branch atual (CB). O Branch atual recebe as atualizações imediatamente após o lançamento pela Microsoft. O Windows Insider recebe compilações instáveis assim que elas são disponibilizadas para teste, sendo possível definir o nível de instabilidade pela frequência de atualização do canal Insider Preview: o anel "Rápido" recebe atualizações com mais frequência, porém com mais possibilidade de erros serem encontrados; o anel "Lento" recebe atualizações com um nível de estabilidade um pouco maior do que as do anel rápido e elas são liberadas um pouco tempo após o teste no anel rápido. As edições Pro e Enterprise do Windows 10 também podem optar pelo Branch atual para negócios (CBB), referida no Windows Update como Adiar atualizações de recurso, que recebe as atualizações de compilação aproximadamente quatro meses após a disponibilização no Branch atual. No canal CBB, os usuários podem atrasar a instalação das atualizações de recurso por um período de até oito meses, após o qual as novas atualizações passam a ser obrigatórias para a permanência do suporte. Os administradores podem usar o Windows Update for Business para gerenciar melhor o tempo de implantação das atualizações em computadores ligados por uma rede corporativa. Ao instalar as atualizações, o Windows 10 pode remover automaticamente programas tido como "incompatíveis" com as atualizações.
O Windows 10 Enterprise também pode usar o Branch para serviços de longo prazo (LTSB), uma espécie de versão LTS do Windows. As versões LTSB do Windows 10 são cópias periódicas das versões CBB, e apenas recebem atualizações críticas de segurança durante os 10 anos de suporte. Os sistemas LTSB podem atrasar as atualizações em até duas versões anteriores à versão atualmente no Branch para serviços de longo prazo, para permitir uma melhor implantação das atualizações e garantir a estabilidade dos dispositivos. A diretora da Microsoft, Stella Chernyak, afirmou que esta versão é necessária pois há inúmeras empresas que mantém um ambiente de missão crítica e necessitam de um controle bem mais extenso e longo sobre a disponibilidade das atualizações.
| Canal de Atualização                                                           | Branch Windows Insider Preview (WIPB) Software Beta | Branch atual (CB) "Consumidor final" | Branch atual para negócios (CBB) "Consumidores empresariais"                                                                           | Branch para Serviços de Longo Prazo (LTSB) "Missão crítica" |
| Edições                                                                        | Home | Home | |                                                             |
| Edições                                                                        | Pro | | |                                                             |
| Edições                                                                        | Education | | |                                                             |
| Edições                                                                        | Enterprise | Enterprise | Enterprise | Enterprise LTSB                                             |
| Atualizações críticas Pacotes de segurança e atualizações de estabilidade      | Atualização contínua quando disponível (de acordo com a escolha do anel: Lento, Rápido ou Release Preview)                                                                                | Atualizações automáticas e obrigatórias | Automática | Os usuários podem adiar as atualizações indefinidamente     |
| Atualização de recursos Atualização de recursos e funcionalidades não críticas | Atualização contínua quando disponível (de acordo com a escolha do anel: Lento, Rápido ou Release Preview)                                                                                | Atualizações automáticas e obrigatórias | Automáticas ou adiáveis | Somente através de atualizações LTSB in-loco                |
| Frequência das atualizações de recursos                                        | Atualização contínua | Atualizações disponibilizadas após testes no WIPB | Atualizações lançadas 4 meses após a liberação no CB ou atrasadas por um período de até 8 meses                                        | Lançamentos LTSB são "cópias estáveis" dos lançamentos CBB  |
| Suporte à upgrades                                                             | Atualizada continuamente, com recursos incluídos silenciosamente ou com novas compilações                                                                                                 | Atualizada continuamente, com recursos incluídos silenciosamente ou com novas compilações                                                                                                 | Atualizada continuamente ou upgrade in-loco para compilações LTSB suportadas                                                           | Upgrade in-loco para as três versões LTSB mais recentes     |
| Suporte à atualizações                                                         | 10 anos (ou até que as futuras compilações requeiram suporte de hardware que o dispositivo não possua ou 4 meses após uma atualização cumulativa ignorada ser disponibilizada para o CBB) | 10 anos (ou até que as futuras compilações requeiram suporte de hardware que o dispositivo não possua ou 4 meses após uma atualização cumulativa ignorada ser disponibilizada para o CBB) | 10 anos (ou 8 meses após a liberação de atualização no canal ou até que uma atualização requeira suporte que o dispositivo não possua) | 5 anos de suporte base + 5 anos de suporte estendido        |
| Métodos de atualização                                                         | Windows Update | Windows Update | Windows Update Windows Update for Business Windows Server Update Services                                                              | Windows Update for Business Windows Server Update Services  |

#### Atualização Threshold 2
A primeira grande atualização e segunda versão estável do Windows 10, compilação 10586 (também conhecida como Atualização de novembro ou versão 1511, com o codinome "Threshold 2" (TH2)), começou a ser distribuída aos usuários através do Windows Update no dia 12 de novembro de 2015. Essa atualização contém várias melhorias de desempenho e nos recursos do sistema operacional, nos aplicativos integrados, bem como a introdução do aplicativo universal do Skype, da Windows Store para empresas e dos recursos do Windows Update for Business. Em 23 de novembro, a atualização foi retirada dos servidores da Microsoft. Pouco tempo depois, ela foi novamente disponibilizada para os usuários no Windows Update e na ferramenta de criação de mídia. Segundo as informações disponibilizadas, a Microsoft decidiu retirar a atualização por conta de problemas no BitLocker e também nas configurações de privacidade do sistema. Esses problemas foram sanados e as atualizações seguiram seu curso normal.

#### Atualização Redstone 1
A segunda grande atualização e terceira versão estável do Windows 10, compilação 14 393 (também conhecida como Atualização de aniversário ou versão 1607, com o codinome "Redstone 1" (RS1)), foi anunciada na conferência Build 2016 em 30 de março e lançada em 2 de agosto de 2016, um pouco depois de um ano após o lançamento do Windows 10. A compilação Redstone compreendia originalmente duas grandes atualizações de compilação, sendo que a Redstone 1 é a atualização de aniversário, e a Redstone 2 foi confirmada como a Creators Update, que será lançada em 2017. Há rumores sobre uma terceira atualização da compilação Redstone, chamada Redstone 3, mas não foi totalmente esclarecida pela Microsoft.
A atualização Redstone 1 introduz novos recursos ao Windows, como a plataforma Windows Ink, que facilita a utilização de dispositivos apontadores nos aplicativos da plataforma universal do Windows, e também introduz o Espaço de Trabalho do Windows Ink, que possui ferramentas de desenho e anotações específicos para o uso com dispositivos apontadores.
Também nessa atualização se destacam: o suporte à extensões (ainda em desenvolvimento) no Microsoft Edge; melhorias e suporte à novos idiomas na Cortana, como o português brasileiro; integração do Windows Hello aos serviços online; o Windows Defender passa a coexistir com antivírus de terceiros, sendo que ele atua com verificações esporádicas (a proteção em tempo real segue desativada); a disponibilidade do Subsistema Windows para Linux, um ambiente baseado no Ubuntu que permite a interoperabilidade entre comandos Windows e Linux, sem, no entanto, executar um sistema Linux com interface gráfica.

#### Atualização Redstone 2
A terceira grande atualização e quarta versão estável do Windows 10, compilação 15063, nomeada Atualização para Criadores (com o codinome Redstone 2 (RS2) ou versão 1703) foi anunciada oficialmente em um evento da Microsoft, no dia 26 de outubro de 2016. Essa atualização tem foco voltado para a criação de conteúdo, produtividade e jogos, através de novos recursos nessas áreas. Também essa atualização tem foco em realidade virtual e aumentada (incluindo o Microsoft HoloLens e dispositivos de realidade virtual), com a disponibilidade de aplicativos para criação de conteúdo 3D. Seu lançamento aconteceu no dia 11 de abril de 2017, porém, uma semana antes, o download podia ser feito a partir do novo assistente de atualização. A atualização para criadores traz uma nova versão do Microsoft Paint, agora compatível com a UWP e com suporte a recursos 3D, sem contudo deixar os desenhos 2D de lado. Entretanto, o aplicativo está disponível para os participantes do Windows Insider.

#### Atualização Redstone 3
A quarta grande atualização e quinta versão estável do Windows 10, nomeada Fall Creators Update (com o codinome Redstone 3 (RS3) ou versão 1709). Seu lançamento ocorreu no dia 17 de outubro de 2017. Entre as novidades dessa edição estão vários recursos, como um design repaginado e permissões para apps, melhorias no shell entre outros ajustes. O destaque fica por conta da integração de plataformas e com o Windows Mixed Reality, a iniciativa da companhia que pretende unir as realidades virtual e aumentada.
Atualização Redstone 4
A quinta grande atualização e quinta versão estável do Windows 10, nomeada de April Update (anteriormente chamada de Spring Creators Update, tem como codinome Redstone 4 (RS4) ou versão 1803. Seu lançamento ocorreu no dia 30 de abril de 2018. Dentre as novidades destaca-se o recurso Linha do Tempo e melhorias em recursos já existentes, como o Edge, o Não Perturbe (agora chamado de Assistente de Foco), no Windows Update e no sistema em geral.

#### Desenvolvimento futuro
A Microsoft anunciou, em dezembro de 2016, uma parceria com a Qualcomm para o desenvolvimento de suporte para a execução de softwares Win32 na arquitetura ARM, com um emulador de software embutido no processador, em 2017. Terry Myerson disse, em entrevista, que essa parceria visa os dispositivos móveis e tablets, que possuem uma maior eficiência energética do que os dispositivos comuns, que possuem chips da Intel.

## Requisitos do sistema
| Componente              | Mínimo | Recomendado |
| ----------------------- | --- | --- |
| Processador             | 1 GHz de clock Arquitetura IA-32 ou x86-64 com suporte a PAE, NX e SSE2 CPUs x86-64 também devem suportar CMPXCHG16B, PrefetchW e instruções LAHF/SAHF . | 1 GHz de clock Arquitetura IA-32 ou x86-64 com suporte a PAE, NX e SSE2 CPUs x86-64 também devem suportar CMPXCHG16B, PrefetchW e instruções LAHF/SAHF . |
| Memória RAM             | 2 GB | 4 GB |
| Placa gráfica           | Dispositivo gráfico com suporte a DirectX 9 e driver WDDM 1.0 ou superior;                                                                               | Driver WDDM1.3 ou superior |
| Tela                    | 800×600 pixels | 1080×768 pixels |
| Dispositivos de entrada | Teclado e Mouse | Tela multi-toque |
| Espaço de armazenamento | 32 bits: 16 GB 64 bits: 20 GB | — |

| Recurso                                    | Requisito                                                                                    |
| ------------------------------------------ | -------------------------------------------------------------------------------------------- |
| Suporte ao Hyper-V                         | (SLAT) e uma edição de 64-bits do Windows                                                    |
| Secure Boot                                | UEFI v2.3.1 Errata B com a Autoridade de certificação do Microsoft Windows no banco de dados |
| Criptografia da unidade de disco BitLocker | Trusted Platform Module (TPM) 1.2 ou superior                                                |
| Windows Hello                              | Câmera com iluminação infravermelha ou leitor de impressão digital                           |
| Reconhecimento de fala                     | Microfone                                                                                    |
| Criptografia de dispositivo                | InstantGo                                                                                    |
| Miracast                                   | Adaptador de wireless com suporte a Wi-Fi direct                                             |
| Combinação segura de teclas                | Hardware equivalente às sequências de teclas Ctrl+Alt+Delete ou Windows+Power                |

Os requisitos básicos de hardware para instalar o Windows 10 são os mesmos aplicados ao Windows 8.1, e levemente superiores ao do Windows 7. As versões de 64 bits requerem que a CPU suporte a execução de certas instruções. Dispositivos com baixa capacidade de armazenamento devem possuir um unidade flash USB ou um cartão de memória com espaço livre o suficiente para conter os arquivos temporários da atualização para o Windows 10. Alguns dispositivos podem ser apresentados como "certificados" pela Microsoft. Tablets certificados devem incluir as teclas Power, Volume+ e Volume-; as teclas Windows e Trava de rotação não são mais necessárias.
Como no Windows 8, os dispositivos certificados para o Windows 10 devem estar com o Boot seguro na UEFI habilitado por padrão. Porém, diferentemente do Windows 8, os fabricantes agora podem optar por travar ou destravar as configurações personalizadas do boot seguro, o que significa que os dispositivos poderão ser bloqueados para apenas executar o Windows. Uma câmera com sensores infravermelhos e leitores de digitais são requeridas para a autenticação pelo Windows Hello. O Device Guard requer um sistema UEFI sem certificados de terceiros instalados na memória, e CPU com suporte a extensões de virtualização (como o SLAT e IOMMU) habilitados no firmware.
Iniciando pelos processadores Intel Kaby Lake e AMD Bristol Ridge, a Microsoft somente suportará as novas arquiteturas em dispositivos que estejam executando o Windows 10, sendo que as versões Windows 7 e Windows 8.1 não contarão com suporte e atualizações se executadas nessas plataformas. Anteriormente, a Microsoft iria parar de suportar também as versões 7 e 8.1, em 2018, que estivessem executando em processadores Intel Skylake, mas voltou atrás e retirou a restrição do suporte, que seguirá normalmente para esses sistemas até o fim do ciclo de vida.

## Recepção
TechRadar avaliou que o Windows 10 pode ser o "novo Windows 7", citando o fato de este sistema operacional ter uma interface de usuário mais familiar, com a performance aprimorada, um sistema de busca robusto e o aplicativo Configurações ser mais funcional e com mais recursos do que o equivalente no Windows 8 e 8.1. O navegador Microsoft Edge foi elogiado pela sua performance, embora não tenha sido lançado de forma completamente funcional. Enquanto foram considerados "uma grande ideia no princípio", as preocupações sobre o foco da Microsoft com o ecossistema de aplicativos universais foram evidenciadas, observando que "não é certeza de que os desenvolvedores irão migrar para o nicho do Windows 10, vindos do iOS e do Android, simplesmente porque eles podem converter seus aplicativos com facilidade. Pode até se tornar moleza para eles, mas no momento, uma decisão mais consciente ainda é requerida".
Engadget foi similarmente positivo, observando que o processo de atualização não foi "doloroso", e que a interface de usuário do Windows 10 tinha um balanceamento de aspectos do Windows 8 com as versões anteriores do sistema e com mais maturidade estética. A detecção sempre ativa de voz da Cortana foi considerada a sua "força verdadeira", também citando seus recursos de busca e personalização, porém nada que não fosse preemptivo como o Google Now. As aplicações padrão do Windows 10 foram elogiadas por aprimorar as funções vindas no Windows 8, e por suportar a execução no modo janela. O aplicativo Xbox também foi elogiado pela funcionalidade de streaming com o Xbox One, embora recomendando o seu uso por uma rede com fio, devido à inconsistência da qualidade quando via wireless. Concluindo, foi argumentado que o "Windows 10 entrega a mais refinada experiência desktop de todas as que já foram feitas pela Microsoft, e ainda é muito mais do que isso. Também é um sistema decente para tablets, e está pronto para um mercado a ser preenchido pelos dispositivos híbridos. E, com exceção de algumas pontas soltas, parece ser um passo significativo para os dispositivos móveis. E surpreendentemente, faz o Xbox One ser um equipamento mais útil".